# Derobrachus agyleus
Derobrachus agyleus är en skalbaggsart som beskrevs av Jean Baptiste Lucien Buquet 1852. Derobrachus agyleus ingår i släktet Derobrachus och familjen långhorningar.
Artens utbredningsområde är:
- Guyana.
- Venezuela.

Inga underarter finns listade i Catalogue of Life.